# 泉北

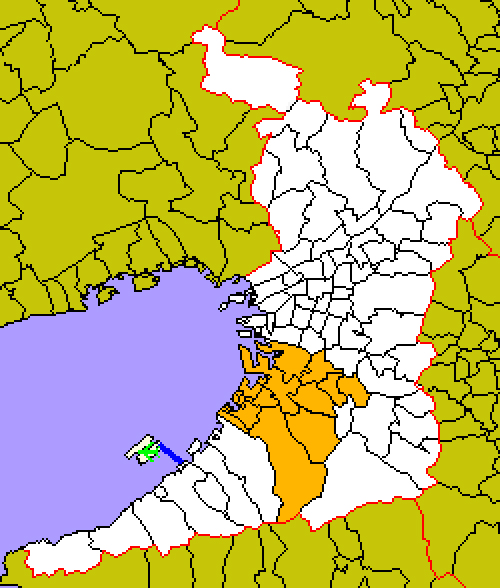
泉北地域

泉北（せんぼく）は、令制国の和泉国北部に由来する地域名。現在の大阪府南部中央にあたる。

## 概要

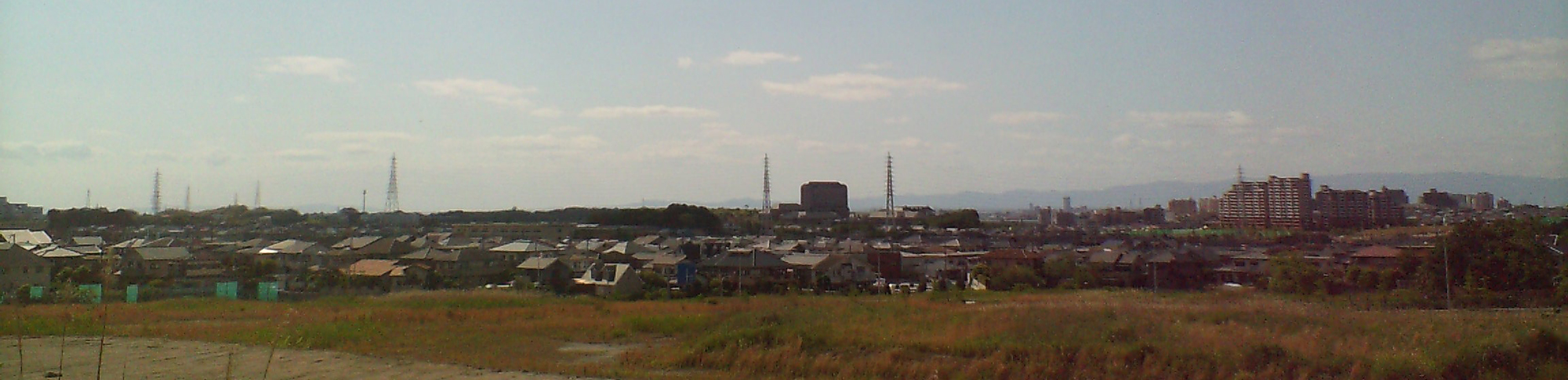
開発中のトリヴェール和泉

大阪湾臨海部には堺泉北臨海工業地帯が形成され、丘陵部には泉北ニュータウン、トリヴェール和泉などの大規模ニュータウンが広がっている。
なお、単に「泉北」と言う場合は、泉北ニュータウンおよび周辺の旧村を指すことが多いので注意が必要である。大阪府は千里ニュータウン造成での経験を活かし、泉北ニュータウン造成ではできる限り旧村を残す方針を取ったため、泉北ニュータウンは旧村を挟んで3つの地区に分かれている。
また、堺市が南河内郡の旧郡域を広範に含むため、堺市域を他の泉北地域と区別して「堺泉北（さかいせんぼく）」と併記することも多く、その一例として代表的なものに堺泉北道路がある。なお、臨海部における「堺泉北」の名称は、旧堺港と泉北港の統合によるもの（「堺泉北港#歴史」を参照）である。
2020年10月1日時点での大阪府域に占める泉北地域の割合は、面積：13.9%、人口：13.1%。

### 「泉北」を冠する事物
- 泉北ニュータウン
- 南海電気鉄道・泉北線
  - 泉北ライナー - 南海電気鉄道が高野線～泉北線で運行する特急列車
- 南海バス泉北営業所 - 当地区の路線バス運行を担当
- 大阪府立泉北高等学校
- 大阪府立泉北高等支援学校
- 堺市立泉北高倉小学校
- 泉北郵便局 - 堺市南区に所在
- 泉北天然ガス発電所 - 堺泉北臨海工業地域に所在
- 泉北1号線 - 大阪府道の通称（正式名称ではない）[注釈 1]

## 範囲
泉北郡の範囲に基づくが、旧・山滝村が岸和田市に編入され、堺市が南河内郡の町村との合併を繰り返してきたので差異がある。また、旧・堺区（堺市の前身）の範囲も含む。
大阪府は下記の4市1町を「泉北地域」として大阪府泉北府民センターを設置している。1980年3月には地方自治法に基づく協議会として、下記の市町で構成する「泉北地域広域行政推進協議会」が設けられている。
- 堺市（政令指定都市）
  - 堺区
  - 中区
  - 東区
  - 西区 - 府民センター所在地
  - 南区
  - 北区
  - 美原区
- 泉大津市
- 和泉市
- 高石市
- 泉北郡忠岡町